# Grand prêtre d'Amon
Pour les articles homonymes, voir Grand prêtre.

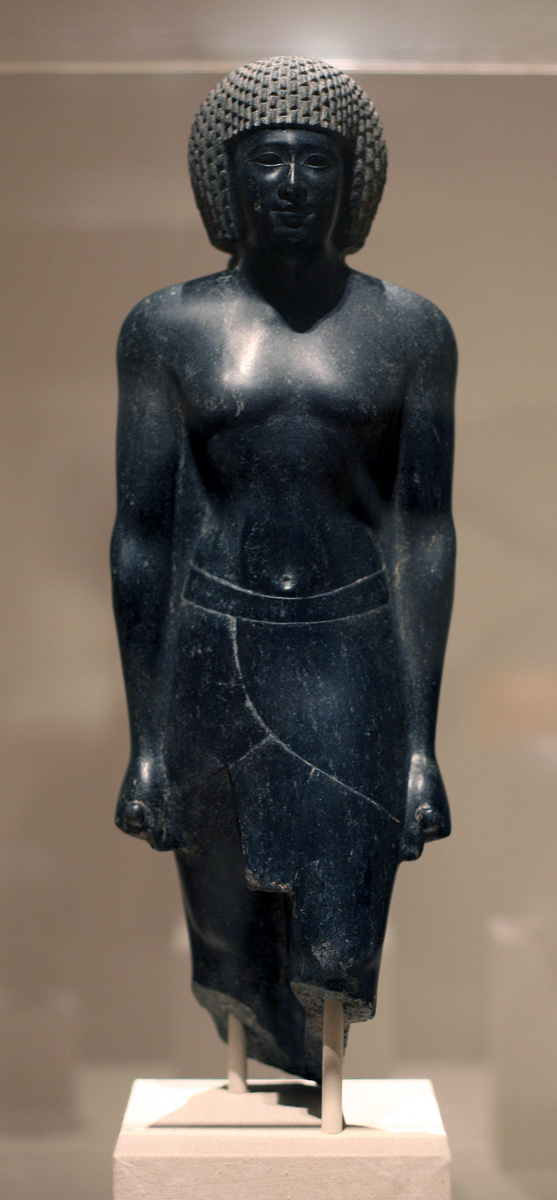
Statue d'un prêtre d'Amon, 381-362 avant J.-C., Brooklyn Museum (New York)

Le grand prêtre d'Amon (Hem netjer tepi en Amon, « premier prophète d’Amon ») est le plus haut rang de prêtre dans le sacerdoce du dieu Amon. Les premiers grands prêtres d'Amon apparaissent au début de la XVIIIe dynastie. Le sacerdoce d'Amon augmente en puissance au cours de cette dynastie par l'importance des hommages au dieu Amon d'Hatchepsout et surtout de Thoutmôsis III.
Le sacerdoce d'Amon à Thèbes avait quatre classement de grands prêtres :
- Le grand prêtre d'Amon à Karnak (hem netjer tepi en Amon), appelé également premier prophète d'Amon.
- Le second prêtre d'Amon à Karnak (hem netjer sen-nou en Amon), aussi appelé deuxième prophète d'Amon.
- Le troisième prêtre d'Amon à Karnak (hem netjer khemet-nou en Amon), aussi appelé troisième prophète d'Amon.
- Le quatrième prêtre d'Amon à Karnak (hem netjer fedou-nou en Amon), aussi appelé quatrième prophète d'Amon.

Le pouvoir de la prêtrise Amon a été temporairement réduit pendant la période amarnienne. Un prêtre nommé Maya est cependant nommé en l'an 4 d'Akhenaton. Ce dernier a retiré le nom d'Amon des monuments au cours de son règne (ainsi que les noms de plusieurs autres divinités). Après la mort d'Akhenaton, Amon est rétabli à la première place parmi les cultes en Égypte.
Le grand-prêtre d'Amon à Thèbes est le plus souvent nommé par le roi. Il n'était pas rare que ce poste soit détenu par des dignitaires qui occupaient des postes supplémentaires dans l'administration du pharaon. Plusieurs des grands prêtres de l'époque de Ramsès II ont également été vizirs.
Durant les XXIe et XXIIe dynasties, le grand prêtre d'Amon est un prêtre-roi de la ville de Thèbes.
Sous Ramsès XI, le général Hérihor devient premier prophète d'Amon et maître des biens du clergé du dieu de Thèbes. Vers -1080, la dynastie ramesside s'éteint et Nesbanebdjed Ier (Smendès), de Tanis, fonde dans le delta du Nil la XXIe dynastie.
Mais les descendants d'Hérihor font de Thèbes et sa région un « royaume » presque indépendant. Ce royaume va exister dans un climat où régneront querelles internes (déportation vers les oasis) et pillages de tombes ; la nécessité se fera de cacher les momies royales. 
Trois des « grands prêtres-rois » font écrire leur nom dans un cartouche, à la manière des pharaons, pour marquer ainsi leur pouvoir. Ces pontifes seront quand même sous la suzeraineté de Tanis.

## Grands prêtres d'Amon de Thèbes

### XVIIIedynastie
- Djéhouty (en) (ou Thouty), premier prophète d'Amon et gardien des trésors à l'époque d'Ahmôsis Ier ; connu à partir d'un cône funéraire au Metropolitan Museum sur lequel est inscrit « Le premier prophète d'Amon et gardien des trésors, Djéhouty » ; le cône funéraire fait mention de « Le bon Dieu Neb-pehty-Rê (Ahmôsis) »[4]
- Minmontou (en), connu d'un cône funéraire de Thèbes, maintenant à l'University College de Londres. Contemporain d'Ahmôsis Ier.
- Hapouseneb, grand prêtre d'Amon sous le règne d'Hatchepsout
- Menkhéperrêseneb Ier, grand prêtre d'Amon sous le règne de Thoutmôsis III
- Menkhéperrêseneb II, grand prêtre d'Amon sous les règnes de Thoutmôsis III et d'Amenhotep II
- Méry (en), grand prêtre d'Amon sous le règne d'Amenhotep II
- Amenemhat (en) grand prêtre d'Amon sous les règnes d'Amenhotep II et de Thoutmôsis IV
- Ptahmosé, vizir et grand prêtre d'Amon de l'époque d'Amenhotep III
- Méryptah (en), grand prêtre d'Amon sous le règne d'Amenhotep III
- Mâya (en), grand prêtre d'Amon à la fin du règne d'Amenhotep III et au début de celui d'Amenhotep IV (avant que ce dernier ne devienne Akhenaton)
- Parennefer, appelé Ounnefer (en), appelé Ounnefer, grand prêtre d'Amon sous les règnes de Toutânkhamon et Horemheb

### XIXedynastie
- Nebneterou Tenry (en), grand prêtre d'Amon sous Séthi Ier
- Nebouenenef (en), grand prêtre d'Amon sous Ramsès II
- Hori ?
- Paser, vizir puis grand prêtre d'Amon sous Ramsès II
- Bakenkhonsou Ier, grand prêtre d'Amon sous Ramsès II
- Româ, appelé Roÿ (en), grand prêtre d'Amon sous Ramsès II, Mérenptah, Amenmes et Séthi II

### XXedynastie
- Bakenkhonsou II, grand prêtre d'Amon de Sethnakht à Ramsès III
- Ramsèsnakht (en), grand prêtre d'Amon, de Ramsès IV à Ramsès IX
- Amenhotep, grand prêtre d'Amon, de Ramsès IX à Ramsès XI.

## Les grands prêtres-rois

### XXIedynastie
- Hérihor (-1080 à -1074),
- Piânkh (-1074 à -1070),
- Pinedjem Ier (-1070 à -1054 et -1054 à -1032),
- Masaharta (-1054 à -1046),
- Djedkhonsouefânkh (-1046),
- Menkhéperrê (-1045 à -992),
- Smendès II (Nesbanebdjed II) (-992 à -990),
- Pinedjem II (-990 à -969),
- Psousennès III (Pasebakhaienniout III) (-969 à -945).

### XXIIedynastie
- Ioupout (du règne de Sheshonq Ier au début du règne d'Osorkon Ier),
- Sheshonq (règne d'Osorkon Ier),
- Iouwelot (règne de Takélot Ier ?),
- Smendès III (Nesbanebdjed III) (règne de Takélot Ier ?),
- ...dou... (nom en lacune, règne de son père Horsaïset Ier),
- Nimlot II (pendant le règne d'Osorkon II),
- Takélot (le futur roi Takélot II) (? (fin du règne d'Osorkon II) à -834),
- Osorkon (le futur roi Osorkon III) (-824 à -791, en plusieurs périodes),
- Horsaïset II (-834 à vers -805/801, en plusieurs périodes),
- Takélot (vers -805/801 à -792),
- Takélot (le futur roi Takélot III) (vers -791 à vers -769),
- Osorkon (pendant le règne de Roudamon, peut-être déjà pendant le règne de Takélot III).

Nota : les dates sont incertaines, tout au plus ces grands prêtres sont attestés sous le règne de tel ou tel roi, sans qu'une datation précise ne soit toujours possible

## Hommage
En octobre 2018, le Musée de Grenoble a organisé une exposition de trois mois, Servir les dieux d'Égypte, consacrée au culte d'Amon et ses divines adoratrices.